# دیر کریک (اکلاهما)
دیر کریک(به انگلیسی: Deer Creek) شهری در ایالت اکلاهما کشور ایالات متحده آمریکا است که جمعیت آن در سرشماری سال ۲۰۱۰ میلادی، ۱۳۰ نفر بوده‌است.